# The Vibe
The Vibe is het eerste en enige studioalbum van de multinationale boyband Lexington Bridge. Het werd op 23 november 2007 uitgebracht door Polydor Records. De band werkte met een verscheidenheid aan muzikanten aan het album, waaronder Paul NZA, Marek Pompetzki, Remee, Jonas Saeed, Adel Tawil en Thomas Troelsen. Het album was een klein commercieel succes en piekte op nummer 86 in de Duitse Albumlijst.
Het album werd voorafgegaan door de singles "Kick Back" en "Real Man", die beide respectievelijk de top 30 en top 20 van de Duitse Singles Chart bereikten.

## Tracklijst
1. "Real Man"
2. "Your Forgiveness"
3. "Kick Back"
4. "Hook Up"
5. "Tear It Up"
6. "Alisha"
7. "You Are My Everything"
8. "Everything I Am"
9. "Other Girls"
10. "I Just Can't Hate You"
11. "Call Me"
12. "Go on and Go"
13. "Vibrate"